# Каретник Олена Василівна
Олена Василівна Каретник (нар. 11 листопада 1967 року, Київ) — українська кінорежисерка та сценаристка теле- та кінофільмів, пов'язаних із релігією. Створила близько 70-ти фільмів. Багаторазова лауреатка православних фестивалів «Покров» та «Хрест Апостола Андрія» (УПЦ).

## Життєпис
Олена Каретник народилась в Києві, 11 листопада 1967 року. 10 років присвятила танцювальному колективу, планувала вступати до хореографічного училища, однак за настановою батька 1984 року вступає до Київського педагогічного коледжу (вихователька дошкільного навчального закладу). Рік працювала за спеціальністю.
Одружена, має двох синів.

## Кар'єра
Залишає педагогіку і 1991 року, маючи маленького сина, влаштовується на роботу в Національну телерадіокомпанію України адміністраторкою, асистенткою режисера, а пізніше режисеркою редакції програм для дітей. Працює в основному з дитячими програмами до 1997 року.
1993 паралельно з роботою вступає до Київського університету театру, кіно і телебачення на факультет кіно за спеціальністю кінорежисури. Дипломну роботу захистила 1998 року фільмом «Жінка чоловічого монастиря» про преподобну Досіфея, що жила в Китаївській Пустині Києва в XVIII столітті. Оскільки навчання проходило на території Києво-Печерської Лаври, Каретник зацікавилась православною тематикою.
З 1997 по 1998 рік працювала в теледепартаменті компанії «Berson&Marsteller» (США) журналісткою програми «ProUkraine».
З 1998 року по 2000 брала участь у створенні і становленні «Нового каналу». Працювала режисеркою служби ефіру та режисеркою програми «Правила гри». Режисувала також проєкти «Студія» (ведучі проєкту — Андрій Куликов, Слава Фролова, Лідія Таран та ін.), «З пивом по життю» (ведучі — Юрій Горбунов, Анатолій Дяченко) і «Тетянин полудень» (ведуча проєкту — народна артистка України Тетяна Цимбал).
- З 2000 по 2001 рік працювала на телеканалі «Інтер» лінійною режисеркою програми «Смачно з Борисом Бурдою».
- З 2002 по 2004 рік керувала проєктом «Клуб здоров'я» в телекомпанії «ТЕТ».
- З 2004 року  — режисерка Головної редакції телевізійних програм УПЦ.
- З 2005 — також режисерка телеканалу «Глас».
- З 2004 року неодноразово брала участь в міжнародному фестивалі православного кіно «Покров», отримал декілька нагород. В 2012 і 2014 входила в склад журі кінофестивалю.
- З 2010 року Олена Каретник очолює студію документальних фільмів та телепрограм при синодальному інформаційно-просвітницькому відділі УПЦ.
- В 2014 році залишила студію УПЦ
- В 2017–2018 працювала над створенням кінофільму для дітей «Тільки Диво. У прокат фільм вийшов у грудні 2019 року.

## Нагороди
- Багато разів отримувала нагороди православного фестиваля «Покров» (УПЦ)
- 2006 — ІІІ премія — Фільм "Святитель Ігнатій маріупольський (режисерка, телекомпанія «Глас»)
- 2007 — приз глядацьких симпатій та диплом «За творчий пошук в художньо-документальному кіно» — фільм «Ширше за небеса» (режисерка, Телекомпанія «Видавництво Глас»)
- 2009 — ІІ премія в номінації «Телепрограми» та диплом «За творчий пошук в художньо-документальному кіно» фільм «Сторінки Євангелія» (режисерка, ТРК «Глас»)
- Премія Сергія Лосєва за найкращу режисуру — фільм «Покровитель Середземноморія» (режисерка, ТРК «Глас»)
- 2011 — Номінація «Документальне кіно» ІІІ премія — фільм «Великдень» (режисерка)
- 2006 — в складі групи каналу «Глас» брала участь в Першому міжнародному фестивалі православних фільмів «Хрест святого Андрія», на якому було представлено фільм «Благословіння апостола Андрія».
- 2009  — випустила фільм про святителя Димитрія, за який отримала орден від митрополита УПЦ Володимира.
- 2013 — «Киянка року 2013»

## Фільмографія

### Художні фільми
- 2019 «Тільки диво» (режисерка, сценаристка, продюсерка)
- 2017 «Сара» (режисерка, сценаристка)
- 2016 «Дівчинка із сірниками» (режисерка, сценаристка)
- 2016 «Місія помічники» (режисерка, сценаристка)

### Документальні фільми
- «Благословение Апостола Андрея»
- «Преподобный Алипий Иконописец»
- «Царственная Инокиня»
- «Фиофил — Христа ради юродивый»
- «Святитель Петро Могила»
- «Святой Иона Киевский»
- «Святой Иона Одесский»
- «Преподобный Кукша Одесский»
- «Схиархиепископ Антоний Абашидзе»
- «Святитель Игнатий Мариупольский»
- «Преподобный Лаврентий Черниговский»
- «Святой Амфилохий Почаевский»
- «Преподобный Алексий Голосеевский»
- «Свято у Рильскому монастирі»
- «Чудо у Зейтуні»
- «Светильники пустыни»
- «Метеори — скелі Божі»
- «Кипр»
- «Румынская Молдова»
- «Почаев»
- «Притча о Блудном Сыне»
- «Притча о злых виноградарях»
- «Притча о милосердном самаритянине»
- «Чудо в Кане Галилейской»
- «Чудесный улов»
- «Воскрешение дочери Иаира»
- «Исцеление расслабленного»
- «Чудесное насыщение»
- «Хождение по водам»
- «Воскрешение Лазаря»
- «Шио — Мгвимский монастырь»
- «Монастырь Марткопи»
- «Монастырь Зедазени»
- «Монастырь Бетания»
- «Монастырь Светисховели»
- «Монастырь Самтавро»
- «Тбилиский Сион»
- «Монастырь Джвари»
- «Старый Тбилиси»
- «Православная Грузия»
- «Горные монастыри и селенья Кипра»
- «Болгарские Древности»
- «Святая Земля»
- «Гостеприимная Грузия»
- «Улицами Древнего Каира»
- «Итальянские мотивы»
- «Греция: следуя за Апостолами»
- «Кино — Сага о Божьей Матери»
- «ШИРЕ НЕБЕС в 7 фильмах»
- «Галилеянин»
- «Преподобный Феодосий Печерский»
- «Покровитель Средиземноморья. Святитель Спиридон Тримифунтский»
- «Украинский Златоуст. Святитель Дмитрий Ростовский»
- «Пасха»
- «Пятое Евангелие»
- «Сокровища Царицы Елены»
- «Рождество»

## Громадська позиція
У 2018 підтримала звернення Європейської кіноакадемії на захист ув'язненого у Росії українського режисера Олега Сенцова.